# TRS TV
TRS TV è una emittente televisiva a diffusione regionale.

## Storia
Fondata nel 1975, nei primi anni l'emittente ha assunto diversi nomi prima di assumere quello attuale: Tele Vailate (1975), Rts Televailate (1976), Televailate (1977), TRS Supersonic Tv (1978), Trs-Tv (anni '90), e Trs-Evergreen (2013). Con tre canali operativi (UHF 25, 60 e 61) il canale arrivava a coprire l'intera provincia di Cremona.
Il palinsesto dei primi anni comprendeva un telegiornale locale, film, telefilm, documentari, cartoni animati e programmi sportivi. Tra le trasmissioni più significative dell'epoca troviamo Una serata con voi.
Negli anni '90 TRS TV ha aderito al circuito Italia 9 Network.
Negli anni 2000 il palinsesto del canale prevedeva un appuntamento quotidiano con l'informazione locale, il telegiornale Quotidiano Tv, trasmesso in due edizioni (alle 12.15 e 19.15), il programma di approfondimento giornalistico Magazine (in onda la domenica) e la trasmissione sportiva Fuorigioco dedicata al calcio dilettantistico (lunedì sera dalle 20.30 alle 22.00). Molte delle trasmissioni, incluso il tg, venivano realizzate utilizzando uno studio virtuale.
Un altro appuntamento era Evergreen, un programma musicale in cui erano trasmessi a rotazione i videoclip musicali degli anni '70, '80 e '90. Questo spazio, a seconda dei generi musicali trasmessi, era chiamato Rock the Night, Classic Gold, 80 Party, 90 Party o Party Dance.  Nel corso della trasmissione Evergreen Richieste era inoltre possibile telefonare per formulare le videorichieste (la diretta era il giovedì sera dalle 20.00 alle 22.00, mentre la replica avveniva la domenica dalle 14.00 alle 16.00).
Con l'avvento del digitale terrestre il canale ha ampliato il suo bacino d'utenza e, a partire dal dicembre 2012, in seguito alla riassegnazione delle frequenze televisive, è passato a trasmettere sul canale UHF 51 del MUX di TeleColor ampliando la sua copertura a tutta la Lombardia, parte del Piemonte orientale e alle province di Verona, Piacenza e Parma.
Nel 2013 Trs-Evergreen svolta diventando una tv musicale quasi a tempo pieno, ponendosi come riferimento per gli appassionati dei generi musicali proposti, proponendo tra l'altro vere e proprie chicche. Inoltre pone al centro i propri telespettatori rendendoli protagonisti col programma Evergreen Top List in onda al sabato dalle 20.00 alle 21.00 e la domenica dalle 09.00 alle 10.00. Da marzo 2014 arriva l'edizione VJ per un giorno dei programmi in palinsesto che permette ai telespettatori di selezionare la playlist del proprio programma preferito e di venire a presentarla in studio.
Nel febbraio 2016 cessa definitivamente la programmazione musicale in seguito alla crisi del mercato pubblicitario e si dedica esclusivamente a televendite. Acquisita dal gruppo Publirose S.p.A. ha trasmesso  un canale monotematico di vendita auto denominato TRS Auto (LCN 93).Con le nuove determine del Mise e i cambi di Lcn l'emittente  nel quarto trimestre 2022 torna al suo nome originale  TRS con la copertura Lombardia Piemonte e Liguria. Definito ora il canale del lusso per la vendita di preziosi ,orologi  e auto da sogno.

## Programmi
- 90 On Air
- Clip History
- Discoteque Evergreen
- Evergreen New Day
- Evergreen Richieste
- Evergreen Top List
- Fuorigioco
- Juke Box 80
- Magazine
- Metalmorphosis
- Neverending Classics
- Quotidiano Tv
- Rock Connections
- Rock the Night
- Storie e Persone
- The Hits of the Year
- Vj per un giorno
- Vox Populi
- Women in Music